# 克林頓 (密西西比州)
克林頓（英語：Clinton）是位於美國密西西比州海恩茲縣的城市。

## 人口
根據2020年美國人口普查的數據，克林頓的面積為109.15平方千米，當中陸地面積為108.44平方千米，而水域面積為0.71平方千米。當地共有人口28100人，而人口密度為每平方千米257人。